# Anthony Davis (baloncestista)
Anthony Marshon Davis, Jr. (Chicago, Illinois, 11 de marzo de 1993) es un jugador de baloncesto estadounidense que pertenece a la plantilla de los Dallas Mavericks de la NBA. Mide 2,08 metros y juega en la posición de ala-pívot.

## Carrera

### Instituto
Acudió al Perspectives Charter School, una escuela chárter conocida por sus programas de matemáticas y ciencias. El equipo del Perspectives milita en la Blue Division de la Chicago Public High School League, ignorada por los medios de comunicación debido al bajo nivel de la competición. En su primer año, Davis era conocido como "El pequeño que lanza triples desde la esquina". Al finalizar su primer año en el instituto había crecido 30 centímetros y aunque la temporada siguiente siguió jugando por fuera, trabajó su juego interior entrenando con su tío y sus primos. Durante su año júnior sus padres pensaron en trasladarle de instituto a uno con mayor repercusión mediática. Sin embargo Donnie Kirksey, amigo del padre de Anthony, desaconsejó tal opción diciendo que "Si eres bueno, da igual donde juegues, te encontrarán".

### Universidad
Tras terminar el instituto, Davis se matriculó en la Universidad de Kentucky. Entró en la disciplina de los Kentucky Wildcats, dirigidos por John Calipari. Incluso antes de que su carrera universitaria comenzara, muchos analistas ya le veían como futuro número 1 del Draft. Calipari comparó físicamente a Davis con Marcus Camby, pero afirmando que su pupilo era mejor driblador y tirador que Camby.
En su único año universitario Davis promedió 14,2 puntos, 10,4 rebotes y 4,7 tapones, liderando la NCAA en este último apartado. Disputó un total de 40 partidos promediando 32 minutos por choque. Fue nombrado jugador del año, novato del año y mejor defensor del año.
En la final de la Final Four de la División I de la NCAA del 2012, su equipo se impuso a la Universidad de Kansas por 67-59 en el Mercedes-Benz Superdome de Nueva Orleans. Aunque no estuvo muy fino en ataque (1 de 10 en tiros de campo para un total de 6 puntos) su labor defensiva (16 rebotes y 3 robos de balón) fue clave para el triunfo de los Wildcats. Tras la final, fue proclamado Mejor Jugador del Torneo.
Unos días más tarde se declaró elegible para el Draft de 2012.

#### Estadísticas
| Año     | Equipo   | PJ | PT | MPP  | %TC  | %3P  | %TL  | RPP  | APP | ROB | TPP | PPP  |
| ------- | -------- | -- | -- | ---- | ---- | ---- | ---- | ---- | --- | --- | --- | ---- |
| 2011–12 | Kentucky | 40 | 40 | 32.0 | .623 | .150 | .709 | 10.4 | 1.3 | 1.3 | 4.7 | 14.2 |

### NBA

#### New Orleans Hornets/Pelicans (2012-2019)

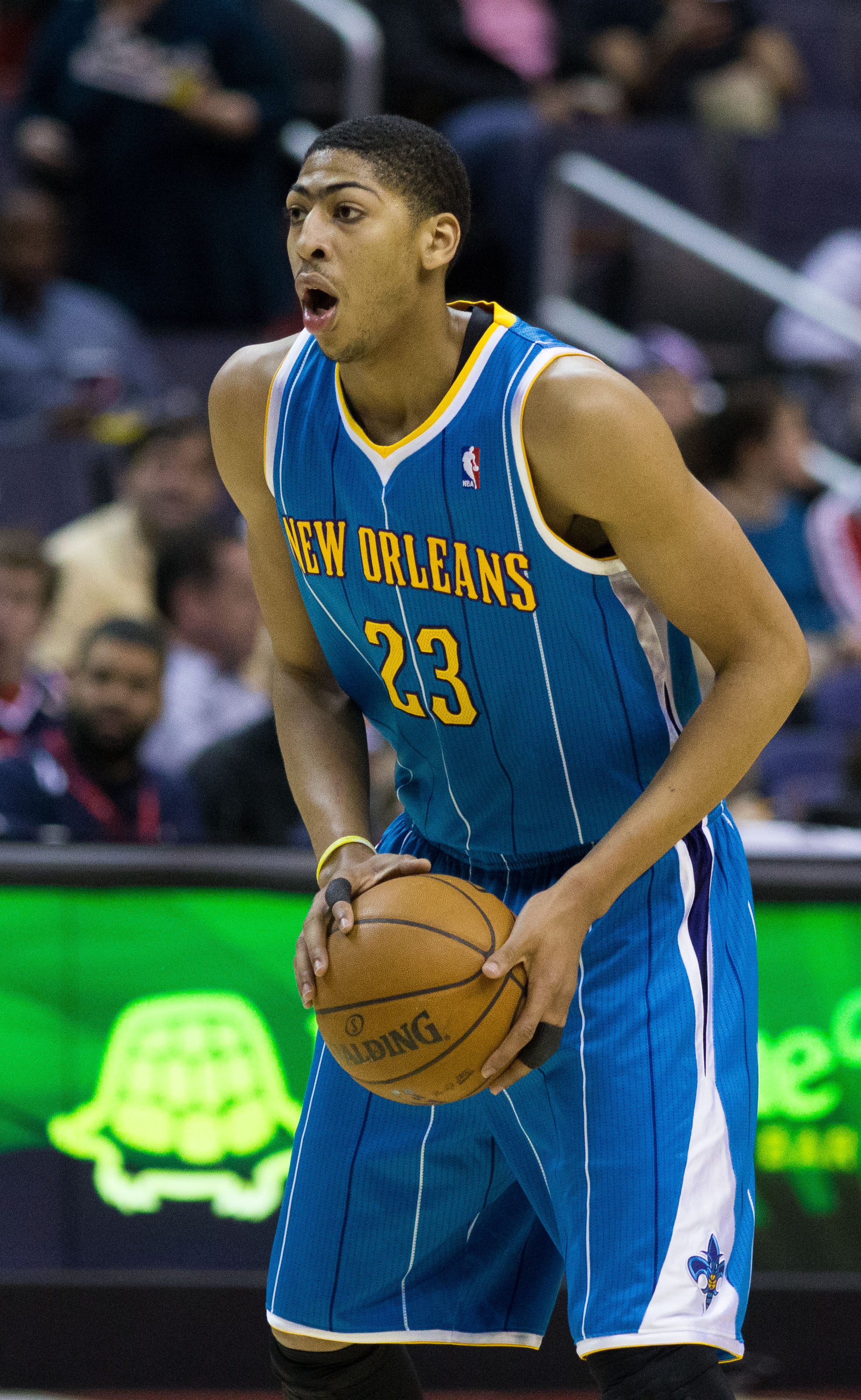
Davis en su primera temporada con los Hornets en 2013.

Davis fue seleccionado en la primera posición del Draft de la NBA de 2012 por New Orleans Hornets. En su estreno como profesional anotó 21 puntos y capturó 7 rebotes, pero no pudo evitar la derrota de su equipo en casa ante los San Antonio Spurs. En el partido siguiente sufrió una conmoción cerebral tras un choque con su compañero Austin Rivers, lo que le mantuvo alejado de las pistas una semana. A su regreso firmó su primer doble-doble en la NBA con 23 puntos y 11 rebotes, además de poner 5 tapones. Participó en el Rising Stars Challenge con el Team Chuck, saliendo de titular y anotando 11 puntos y atrapando 9 rebotes. Davis finalizó su primera temporada en la NBA liderando la clasificación de novatos en rebotes (8,2) y tapones (1,8). Fue incluido en el Mejor Quinteto de Rookies, pero a pesar de partir como favorito a principios de la temporada, el premio al Rookie del Año se lo llevó Damian Lillard de forma unánime.
En la temporada 2013-14, Davis se convirtió en el jugador más joven de la historia de la NBA en promediar 20 puntos, 10 rebotes y 2,8 tapones por partido. Quedó en la tercera posición del trofeo al Jugador Más Mejorado de la NBA tras Goran Dragić y Lance Stephenson. Además, fue elegido por primera vez para disputar el All-Star Game, que se celebró en Nueva Orleans. En un principio no fue votado por el público ni seleccionado posteriormente por los entrenadores, pero la ausencia de Kobe Bryant por lesión permitió a Davis estrenarse en el partido de las estrellas delante de su afición. También participó en el Rising Stars Challenge en calidad de jugador de segundo año. Su gran temporada no tuvo premio a nivel colectivo, ya que los Pelicans, con un balance de 34 victorias y 48 de derrotas, no se clasificaron para Playoffs.
Comenzó la temporada 2014-15 con 26 puntos, 17 rebotes y 9 tapones en la victoria de su equipo ante Orlando Magic. Nadie ponía tantos tapones en un primer partido de temporada desde los 12 de Nate Thurmond en 1974. El 7 de febrero de 2015 sufrió una lesión en el hombro que le hizo perderse el All-Star Game para el que había sido elegido en el quinteto titular de la Conferencia Oeste tras recibir 1.369.911 votos, el tercer jugador más votado de toda la liga únicamente superado por Stephen Curry y LeBron James. Dirk Nowitzki ocupó su plaza en el partido. Davis completó una campaña sensacional con unos promedios por partido de 24,4 puntos, 10,2 rebotes y 2,9 tapones. Los New Orleans Pelicans finalizaron la temporada regular con un balance de 45 partidos ganados y 37 perdidos y consiguieron clasificarse para los Playoffs por primera vez desde 2011, cuando la franquicia todavía se denominaba Hornets. Anthony Davis terminó quinto en la votación del MVP de la Temporada 2014-15 con 203 puntos y seleccionado en el primer Mejor Quinteto de la NBA. En postemporada, los Pelicans fueron barridos por los Golden State Warriors.

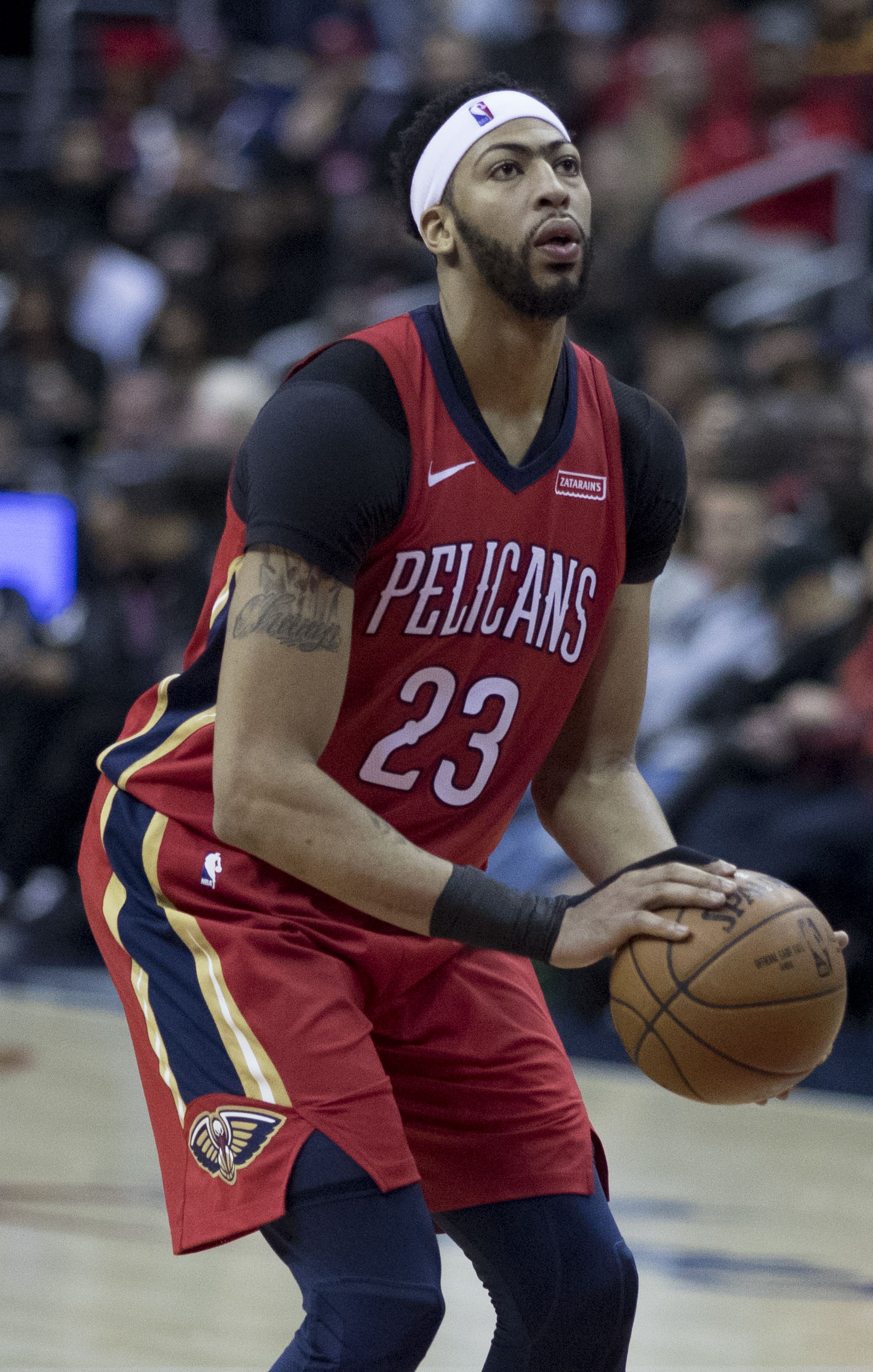
Davis con New Orleans Pelicans en 2017.

En julio de 2015 firmó una extensión de contrato con los Pelicans por cinco años y 145 millones de dólares, el mayor de la historia del baloncesto estadounidense en ese momento. Durante el All-Star Weekend de Toronto participó en el Concurso de Habilidades, aunque fue eliminado en la primera ronda por DeMarcus Cousins. También participó en el Partido de las Estrellas, en el que anotó 24 puntos y capturó 6 rebotes. El 21 de febrero de 2016 estableció la mejor marca anotadora de su carrera al encestar 59 puntos ante los Detroit Pistons.
En el primer partido de la temporada 2016-17, Davis firmó 50 puntos (17/34 en tiros y 16/17 en tiros libres), 16 rebotes, 5 asistencias, 7 robos y cuatro tapones. El último jugador que había llegado a 50 puntos en el partido inaugural de su equipo fue Michael Jordan en 1989. A pesar de la gran actuación del ala-pívot, los Pelicans fueron derrotados por los Denver Nuggets por 102-107. Además, en ese partido se convirtió en el primer jugador en registrar un partido de más de 45 puntos, 15 rebotes, 5 asistencias y 5 robos. Fue elegido en el quinteto titular de la Conferencia Oeste para el All-Star Game. En dicho partido, Anthony Davis anotó 52 puntos y estableció un nuevo récord de anotación individual en el Partido de las Estrellas, superando los 42 de Wilt Chamberlain en 1962. El Oeste venció al Este por 192-182 y Davis fue nombrado MVP del partido delante de su público.
En la temporada 2017-18, el 23 de febrero de 2018 ante Miami Heat, se convirtió en el primer jugador en registrar un partido de más de 45 puntos, 15 rebotes, 5 tapones y 5 robos, desde que se resgistran las estadísticas de estos dos últimos apartados. Tres días más tarde consiguió su mejor anotación de la temporada con 53 puntos, además de 18 rebotes y 5 tapones ante Phoenix Suns. El 11 de marzo, el día de su 25 cumpleaños ante Utah Jazz, consiguió el primer triple-doble de su carrera con 25 puntos, 11 rebotes y 10 tapones (récord personal y de franquicia).
Ya inmersos en la 2018-19, el 21 de noviembre de 2018 ante Philadelphia 76ers, registra un 5x5 al conseguir 12 puntos, 16 rebotes, 6 asistencias, 5 tapones y 5 robos. En ese mismo encuentro alcanza los 10.000 puntos en su carrera. Luego, en enero de 2019, antes de que se cerrara en mercado de traspasos, Davis comunica abiertamente que le gustaría ser traspasado. Este episodio genera un revuelo enorme, alrededor de su figura y las posibles especulaciones sobre su futuro, pero finalmente todo quedó en bomba mediática, y Davis continuó en New Orleans hasta final de temporada.

#### Los Angeles Lakers (2019-2025)
Finalmente, en junio de 2019, Davis es traspasado a Los Angeles Lakers a cambio de Lonzo Ball, Brandon Ingram, Josh Hart y tres elecciones de draft de primera ronda, incluida la de ese año, la número cuatro.
Anotó 34 puntos en lo que fue su primera aparición en un partido de finales de la NBA, igualando la marca de Michael Jordan y Kevin Durant. A su vez se convirtió junto a estos dos y Rick Barry y Hal Greer en uno de los cinco jugadores en anotar más de 30 puntos en sus dos primeros partidos de las finales. El 11 de octubre de 2020 se proclama campeón de la NBA por primera vez en su carrera tras vencer a Miami Heat en la final de la NBA.
El 3 de diciembre de 2020, los Lakers acuerdan una renovación de contrato con Davis por cinco años y $190 millones. El 23 de febrero de 2021, fue elegido por octava vez para disputar el All-Star Game que se celebró en Atlanta.
Durante su cuarta temporada con los Lakers, el 2 de diciembre de 2022, consigue 44 puntos y 10 rebotes ante Milwaukee Bucks. Dos días después, el 4 de diciembre, consigue 55 puntos y 17 rebotes ante Washington Wizards. El 2 de abril de 2023 anota 40 puntos ante Houston Rockets. Fue nombrado jugador del mes de marzo-abril de la conferencia Oeste. Ya en postemporada, el 16 de mayo en el primer encuentro de finales de conferencia ante Denver Nuggets, consigue un doble-doble de 40 puntos y 10 rebotes.
En agosto de 2023 acuerda una extensión de contrato con lo Lakers por tres años y $186 millones. Durante su quinta temporada en Los Ángeles, el 9 de diciembre de 2023 en la final del In-Season Tournament ante Indiana Pacers, anota 41 puntos y captura 20 rebotes. El 25 de diciembre consigue 40 puntos y 13 rebotes ante Boston Celtics. El 9 de enero de 2024 anota 41 puntos ante Toronto Raptors. El 1 de febrero se anunció su participación como suplente en el All-Star Game, siendo la novena nominación de su carrera. El 29 de febrero anota 40 puntos ante Washington Wizards.
En el arranque de la temporada 2024-25, consiguió 36 puntos y 16 rebotes ante Minnesota Timberwolves, convirtiéndose en el primer Laker en lograr más de 35 puntos y 15 rebotes en un partido inaugural desde Wilt Chamberlain en la temporada 1969-70. El 15 de noviembre anotó 40 puntos ante San Antonio Spurs. El 15 de diciembre registra un doble-doble de 40 puntos y 16 rebotes ante Memphis Grizzlies. El 27 de enero de 2025 anota 42 puntos y captura 23 rebotes ante Charlotte Hornets. A finales de enero de 2025 se anunció su participación como reserva en el All-Star Game, siendo la décima nominación de su carrera.

#### Dallas Mavericks (2025-presente)
El 2 de febrero de 2025 fue traspasado junto con Max Christie y una selección de primera ronda de 2029 a los Dallas Mavericks a cambio de Luka Dončić, Maxi Kleber y Markieff Morris. Debutó con los Mavericks el 8 de febrero ante Houston Rockets, consiguiendo 26 puntos, 16 rebotes y 7 asistencias. Siendo el tercer jugador en la historia de los Mavs en conseguir 20 puntos, 10 rebotes y 5 asistencias en una parte. Se lesionó el abductor y le hizo perderse varias semanas de competición. Estuvo un tiempo asignado a los Texas Legends para su recuperación. El 2 de abril anotó 34 puntos y capturó 15 rebotes, además de 5 tapones, ante Atlanta Hawks, siendo el segundo jugador en la historia de la franquicia en conseguir al menos 30 puntos, 15 rebotes y 5 tapones. El 11 de abril registró el cuarto triple-doble de su carrera con 23 puntos, 13 rebotes, 10 asistencias, además de 7 tapones ante Toronto Raptors. A pesar de su buen rendimiento únicamente pudo disputar nueve encuentros hasta final de temporada. En el último encuentro de la temporada, el 18 de abril en el partido de Play-In ante Memphis Grizzlies, anota 40 puntos.

### Selección nacional
Tras ganar el campeonato universitario, y ante las lesiones de varios jugadores importantes de la selección estadounidense, Davis fue añadido junto con James Harden a la preselección del combinado norteamericano para los Juegos Olímpicos de Londres 2012. Una lesión en el tobillo hizo que fuese descartado de la lista olímpica, pero tras la ausencia de última hora de Blake Griffin fue introducido de nuevo en la convocatoria. Davis debutó en los Juegos Olímpicos ante Francia en la victoria del Team USA por 98-71 anotando tres puntos en los ocho minutos que estuvo sobre el parqué. Jugó un total de siete encuentros, promediando 3,7 puntos y 2,7 rebotes en 7,4 minutos. Estados Unidos logró la medalla de oro tras imponerse en la final a la selección española por 107 a 100. 
Dos años después, el seleccionador Mike Krzyzewski le incluyó en la lista de convocados para la Copa Mundial de Baloncesto de 2014, que se celebró en España, y donde el conjunto estadounidense se llevó la medalla de oro.
Entre julio y agosto de 2024 fue parte de la selección absoluta de Estados Unidos, que disputó los Juegos Olímpicos de París, y que ganó el oro, tras vencer la final ante Francia.

## Estadísticas de su carrera en la NBA
|  | Denota temporadas en las que su equipo fue Campeón de la NBA |
|  | Líder de la liga                                             |

### Temporada regular
| Año      | Equipo      | PJ  | PT  | MPP  | %TC  | %3P  | %TL  | RPP  | APP | ROB | TPP | PPP  |
| -------- | ----------- | --- | --- | ---- | ---- | ---- | ---- | ---- | --- | --- | --- | ---- |
| 2012-13  | New Orleans | 64  | 60  | 28.8 | .516 | .000 | .751 | 8.2  | 1.0 | 1.2 | 1.8 | 13.5 |
| 2013-14  | New Orleans | 67  | 66  | 35.2 | .519 | .222 | .791 | 10.0 | 1.6 | 1.3 | 2.8 | 20.8 |
| 2014-15  | New Orleans | 68  | 68  | 36.1 | .535 | .083 | .805 | 10.2 | 2.2 | 1.5 | 2.9 | 24.4 |
| 2015-16  | New Orleans | 61  | 61  | 35.5 | .493 | .324 | .758 | 10.3 | 1.9 | 1.3 | 2.0 | 24.3 |
| 2016-17  | New Orleans | 75  | 75  | 36.1 | .505 | .299 | .802 | 11.8 | 2.1 | 1.3 | 2.2 | 28.0 |
| 2017-18  | New Orleans | 75  | 75  | 36.4 | .534 | .340 | .828 | 11.1 | 2.3 | 1.5 | 2.6 | 28.1 |
| 2018-19  | New Orleans | 56  | 56  | 33.0 | .517 | .331 | .794 | 12.0 | 3.9 | 1.6 | 2.4 | 25.9 |
| 2019-20  | L.A. Lakers | 62  | 62  | 34.4 | .503 | .330 | .846 | 9.3  | 3.2 | 1.5 | 2.3 | 26.1 |
| 2020-21  | L.A. Lakers | 36  | 36  | 32.3 | .491 | .260 | .738 | 7.9  | 3.1 | 1.3 | 1.6 | 21.8 |
| 2021-22  | L.A. Lakers | 40  | 40  | 35.1 | .532 | .186 | .713 | 9.9  | 3.1 | 1.2 | 2.3 | 23.2 |
| 2022-23  | L.A. Lakers | 56  | 54  | 34.0 | .563 | .257 | .784 | 12.5 | 2.6 | 1.1 | 2.0 | 25.9 |
| 2023-24  | L.A. Lakers | 76  | 76  | 35.5 | .556 | .271 | .816 | 12.6 | 3.5 | 1.2 | 2.3 | 24.7 |
| 2024-25  | L.A. Lakers | 42  | 42  | 34.3 | .528 | .298 | .788 | 11.9 | 3.4 | 1.3 | 2.1 | 25.7 |
| 2024-25  | Dallas      | 9   | 9   | 29.6 | .461 | .233 | .688 | 10.1 | 4.4 | .6  | 2.2 | 20.0 |
| Total    | Total       | 787 | 780 | 34.5 | .522 | .296 | .794 | 10.7 | 2.6 | 1.3 | 2.3 | 24.1 |
| All-Star | All-Star    | 7   | 3   | 17.3 | .700 | .143 | .500 | 5.3  | 1.4 | 1.1 | .6  | 18.4 |

### Playoffs
| Año   | Equipo      | PJ | PT | MPP  | %TC  | %3P  | %TL  | RPP  | APP | ROB | TPP | PPP  |
| ----- | ----------- | -- | -- | ---- | ---- | ---- | ---- | ---- | --- | --- | --- | ---- |
| 2015  | New Orleans | 4  | 4  | 43.0 | .540 | .000 | .889 | 11.0 | 2.0 | 1.3 | 3.0 | 31.5 |
| 2018  | New Orleans | 9  | 9  | 39.8 | .520 | .273 | .828 | 13.4 | 1.7 | 2.0 | 2.4 | 30.1 |
| 2020  | L.A. Lakers | 21 | 21 | 36.6 | .571 | .383 | .832 | 9.7  | 3.5 | 1.2 | 1.4 | 27.7 |
| 2021  | L.A. Lakers | 5  | 5  | 28.8 | .403 | .182 | .833 | 6.6  | 2.6 | .6  | 1.6 | 17.4 |
| 2023  | L.A. Lakers | 16 | 16 | 38.0 | .520 | .333 | .852 | 14.1 | 2.6 | 1.4 | 3.1 | 22.6 |
| 2024  | L.A. Lakers | 5  | 5  | 41.6 | .634 | .000 | .808 | 15.6 | 4.0 | .4  | 1.6 | 27.8 |
| Total | Total       | 60 | 60 | 37.6 | .542 | .313 | .840 | 11.8 | 2.8 | 1.3 | 2.2 | 26.1 |

## Vida personal
Anthony Davis Jr. es hijo de Anthony y Eranier Davis. Nació en el South Side de Chicago. Tiene una hermana melliza llamada Antoinette y una hermana mayor llamada Lesha, que jugaron al baloncesto en el Richard J. Daley College de Chicago.
Davis se casó con Marlen P el 18 de septiembre de 2021, en aquél momento la pareja ya tenía un hijo.
El 15 de junio de 2012, firmó con el representante de Wasserman Media Group, Arn Tellem, como su agente. A finales de junio de 2012, Davis registró su uniceja como marca con los eslóganes de "Fear The Brow" y "Raise The Brow".